# Itay Shechter
Pour les articles homonymes, voir Shechter.
Itay Menachem Shechter (hébreu : איתי מנחם שכטר), né le 22 février 1987 à Ramat Yishai (en), est un footballeur international israélien évoluant au poste d'attaquant au Hapoël Beer-Sheva.

## Biographie

### Premières années
Shechter commence sa carrière dans les équipes de jeunes de l'Hapoël Haïfa avec lesquelles il remporte la Coupe d'Israël des jeunes en 1999-2000 à l'âge de 13 ans.
Un an plus tard, Shechter rejoint le centre de formation du FC Imek Izra'el et aide son équipe à passer de la quatrième à la première division chez les jeunes. Trois ans après son arrivée, son club fusionne avec l'Hapoël Nazrat Ilit dont il rejoint l'équipe première afin de jouer en première division.
Il participe à sa première rencontre en Ligat HaAl le 29 août 2005 lors d'une défaite 1-2 de Nazareth contre le MS Ashdod. Itay inscrit son premier but en équipe première à l'occasion d'une défaite 3-1 en première division, inscrivant donc la seule réalisation de son équipe.
En 2006, Shechter rejoint le Maccabi Netanya suivant sa volonté d'évoluer dans un club plus important sachant que Nazareth Illit est alors rétrogradé en seconde division. En trois saisons avec Netanya, il inscrit un total de 21 réalisations en 83 rencontres et attire alors l'intérêt de formations étrangères comme le Standard de Liège ou encore le Club Bruges KV.

### Hapoël Tel-Aviv
Après trois saisons avec le Maccabi Netanya, il rejoint l'Hapoël Tel-Aviv le 23 juillet 2009 contre une somme de 500 000 dollars. Il inscrit son premier but pour sa nouvelle équipe dès sa première apparition le 30 juillet 2009 à l'occasion d'une rencontre comptant pour le troisième tour préliminaire de Ligue Europa remportée 3-1 contre l'IFK Göteborg. Il participe à sa première partie en championnat lors d'une rencontre 0-0 contre le Betar Jérusalem. Un mois plus tard, le 21 septembre 2009, il inscrit son premier but en championnat contre le Maccabi Haïfa (2-1) suivi de ses deux et troisième réalisations le 4 octobre suivant avec une victoire 3-0 contre son ancienne formation du Maccabi Netanya.
En phase de groupes de la Ligue Europa 2009-2010, il marque à deux reprises et offre deux passes décisives pendant deux rencontres consécutives contre le Hambourg SV puis le Rapid Vienne. Il réalise à trois reprises la performance d'inscrire des buts dans des rencontres consécutives. Itay réalise également un triplé lors d'une victoire 7-1 contre l'Hapoël Petah-Tikvah le 21 novembre 2009. Il termine sa première saison en remportant le titre de champion.
Le 18 août 2010, Shechter se fait remarquer lors d'une rencontre comptant pour les barrages de la Ligue des champions 2010-2011 contre les Red Bull Salzbourg, en Autriche. Il y célèbre une réalisation en revêtant une kippa qu'il avait dans une de ses chaussettes. Cette manifestation de joie lui vaut alors un carton jaune et attire l'attention en Israël où son geste est très largement interprété comme un geste de triomphe vis-à-vis de la domination nazie dans l'histoire autrichienne. Il est alors interrogé et justifie ce geste en disant qu'un malade du cancer et partisan de l'Hapoël Tel-Aviv lui avait demandé de revêtir cette kippa lors de son prochain but. Le 20 octobre 2010, Shechter inscrit sa première réalisation en phase finale de Ligue des champions à l'occasion d'une défaite 3-1 contre le Schalke 04. Peu après, son temps de jeu se réduit significativement en raison de blessures, à commencer par une difficulté aux muscles à la fin du mois d'août puis de nouveau en octobre avant de se disloquer l'épaule une première fois puis une seconde ce qui lui vaut de rater la fin de saison. En décembre 2010, la formation italienne de l'AC Chiveo Verone souhaite l'acquérir en prêt avec une option d'achat. D'autres équipes l'approchent également comme le Celtic Glasgow mais le transfert ne se fait pas.

### 1. FC Kaiserslautern
Le 7 juillet 2011, Shechter s'engage pour quatre ans avec le 1. FC Kaiserslautern qui évolue en Bundesliga en l'échange de 2 500 000 euros et est alors rapidement rejoint par son compatriote Gil Vermouth,. Il débute avec son nouveau club lors de la rencontre inaugurale de la saison avec une défaite 2-0 contre le Werder Brême puis inscrit son premier but lors d'un match nul 1-1 contre le FC Augsbourg. Malgré tout, il bataille pour accumuler les buts après avoir inscrit seulement quatre réalisations, toutes compétitions confondues, et perd sa place de titulaire après une suspension contre Hanovre 96, le 18 décembre 2011, lui valant de manquer deux rencontres. Mais, sa saison est également marquée par deux nouvelles blessures, dont des difficultés musculaires. À la suite d'une défaite 4-0 contre Mayence, il est sujet à des insultes antisémites ce qui crée une condamnation unanime en Israël,. À l'issue de la saison, son équipe est reléguée.

### Swansea City
Le 15 août 2012, Swansea City, équipe de Premier League signe Shechter en prêt pour une année. Après être resté remplaçant contre Sunderland le 1er septembre 2012, il fait ses débuts pour sa nouvelle équipe galloise en entrant en jeu à la 79e minute lors d'une défaite 2-0 contre Aston Villa. Depuis ses débuts, Shechter est en concurrence avec d'autres attaquants et reste souvent sur le banc ou n'est pas convoqué dans le groupe. Le 3 novembre 2012, Itay donne sa première passe décisive pour Pablo Hernández contre Chelsea (1-1). Le 7 mai 2013, il inscrit sa première réalisation en Premier League dans une victoire 3-2 contre Wigan. À la fin de la saison, Itay remercie sa formation pour l'avoir bien accueilli.

### Hapoël Tel-Aviv
Le 13 juin 2013, Shechter retourne à l'Hapoël Tel-Aviv, deux ans après avoir rejoint Kaiserslautern. Pour son retour au pays, l'Hapoël s'acquitte d'une indemnité de transfert de 500 000 euros, soit deux millions de moins que lors de son départ vers l'Allemagne.

### FC Nantes
Le 31 janvier 2014, dernier jour du mercato d'hiver, le FC Nantes et l'Hapoël Tel-Aviv tombent d'accord pour un transfert d'Itay Shechter vers le club de Ligue 1. Le contrat porte sur un prêt de six mois, assorti d'une option d'achat pour deux années supplémentaires. En mai 2014, le club français lève l'option d'achat, fixée à 420 000 euros, et échelonne le paiement sur deux années, tandis que le joueur signe pour deux saisons. Il marque son premier but sous le maillot jaune et vert le 20 septembre face à l'OGC Nice (6e journée de Ligue 1, victoire 2-1). Ne faisant plus partie des plans de l'entraîneur nantais, il quitte la France le 2 février 2015 pour retourner en Israël et le Maccabi Haïfa.

## Carrière internationale

### Espoirs
Shechter fait dix apparitions sous le maillot de l'équipe Israël espoirs après avoir été appelé dans plusieurs formations nationales de jeunes. Sa première rencontre avec l'équipe des espoirs intervient lors d'une rencontre amicale, en 2006, perdue 2-1 contre l'équipe de Chypre espoirs mais où il s'illustre en inscrivant l'unique but israélien de la partie.

### Équipe A

#### Buts internationaux
| Buts internationaux d'Itay Shechter | Buts internationaux d'Itay Shechter | Buts internationaux d'Itay Shechter   | Buts internationaux d'Itay Shechter | Buts internationaux d'Itay Shechter | Buts internationaux d'Itay Shechter | Buts internationaux d'Itay Shechter |
| 0                                   | Date                                | Lieu                                  | Adversaire                          | Résultat                            | Compétition                         |                                     |
| ----------------------------------- | ----------------------------------- | ------------------------------------- | ----------------------------------- | ----------------------------------- | ----------------------------------- | ----------------------------------- |
| 1                                   | 9 octobre 2010                      | Stade Ramat Gan, Ramat Gan, Israël    | Croatie                             | 1-2                                 | Éliminatoires Euro 2012             |                                     |
| 2                                   | 12 octobre 2010                     | Stade Karaïskaki, Le Pirée, Grèce     | Grèce                               | 1-2                                 | Éliminatoires Euro 2012             |                                     |
| 3                                   | 10 août 2011                        | Stade de Genève, Genève, Suisse       | Côte d'Ivoire                       | 3-4                                 | Match amical                        |                                     |
| 4                                   | 26 mai 2012                         | Stadion Graz-Liebenau, Graz, Autriche | Tchéquie                            | 1-2                                 | Match amical                        |                                     |
| 5                                   | 7 septembre 2013                    | Stade Ramat Gan, Ramat Gan, Israël    | Azerbaïdjan                         | 1-1                                 | Éliminatoires Coupe du monde 2014   |                                     |

Il a marqué son premier but international le 9 octobre 2010, dans la défaite contre la Croatie 2-1, son deuxième but était contre la Grèce le 12 octobre 2010, et son troisième but contre la Côte d'Ivoire en match amical le 10 août 2011.

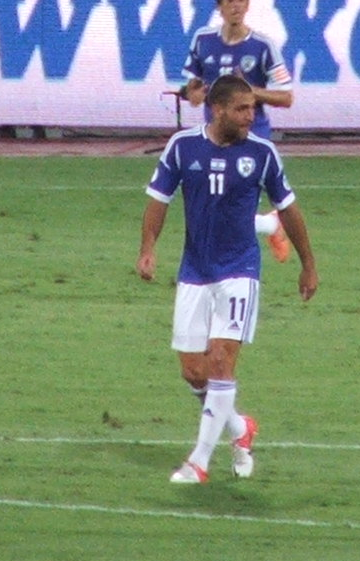
Shechter jouant pour l'Israël en 2012

Il inscrit son premier but en sélection le 9 octobre 2010 à l'occasion d'une défaite 2-1 contre la Croatie puis récidive quelques jours plus tard, le 12 octobre, contre la Grèce.

## Statistiques
| Saison                | Club                  | Championnat           | Championnat | Championnat | Coupe nationale | Coupe nationale | Coupe de la Ligue | Coupe de la Ligue | Compétition(s) continentale(s) | Compétition(s) continentale(s) | Compétition(s) continentale(s) | Israël | Israël | Total | Total |
| Saison                | Club                  | Division              | M.          | B.          | M.              | B.              | M.                | B.                | Comp.                          | M.                             | B.                             | M.     | B.     | M.    | B.    |
| 2005-2006             | Hapoël Nazrat Ilit    | Ligat Toto            | 26          | 3           | 0               | 0               | 8                 | 1                 | -                              | -                              | -                              | -      | -      | 34    | 4     |
| Sous-total            | Sous-total            | Sous-total            | 26          | 3           | 0               | 0               | 8                 | 1                 | -                              | -                              | -                              | 0      | 0      | 34    | 4     |
| 2006-2007             | Maccabi Netanya       | Ligat Toto            | 30          | 7           | 1               | 0               | 8                 | 0                 | -                              | -                              | -                              | -      | -      | 39    | 7     |
| 2007-2008             | Maccabi Netanya       | Ligat Toto            | 24          | 7           | 4               | 2               | 3                 | 0                 | C3                             | 2                              | 0                              | -      | -      | 33    | 9     |
| 2008-2009             | Maccabi Netanya       | Ligat Toto            | 29          | 7           | 4               | 0               | 3                 | 0                 | C3                             | 2                              | 0                              | 1      | 0      | 39    | 7     |
| Sous-total            | Sous-total            | Sous-total            | 83          | 21          | 9               | 2               | 14                | 0                 | -                              | 4                              | 0                              | 1      | 0      | 111   | 23    |
| 2009-2010             | Hapoël Tel-Aviv FC    | Ligat Toto            | 34          | 22          | 5               | 4               | 2                 | 2                 | C3                             | 11                             | 3                              | 2      | 1      | 54    | 32    |
| 2010-2011             | Hapoël Tel-Aviv FC    | Ligat Toto            | 11          | 4           | 0               | 0               | 3                 | 0                 | C1                             | 10                             | 2                              | 5      | 0      | 29    | 6     |
| Sous-total            | Sous-total            | Sous-total            | 45          | 26          | 5               | 4               | 5                 | 2                 | -                              | 21                             | 5                              | 7      | 1      | 83    | 38    |
| 2011-2012             | 1. FC Kaiserslautern  | Bundesliga            | 23          | 3           | 3               | 1               | -                 | -                 | -                              | -                              | -                              | 5      | 2      | 31    | 6     |
| Sous-total            | Sous-total            | Sous-total            | 23          | 3           | 3               | 1               | 0                 | 0                 | -                              | -                              | -                              | 5      | 2      | 31    | 6     |
| 2012-2013             | Swansea City (prêt)   | Premier League        | 18          | 1           | 0               | 0               | 1                 | 0                 | -                              | -                              | -                              | 5      | 0      | 24    | 1     |
| Sous-total            | Sous-total            | Sous-total            | 18          | 1           | 0               | 0               | 1                 | 0                 | -                              | 0                              | 0                              | 5      | 0      | 24    | 1     |
| 2013-2014             | Hapoël Tel-Aviv FC    | Ligat Toto            | 16          | 7           | 1               | 0               | -                 | -                 | C3                             | 4                              | 1                              | 4      | 1      | 25    | 9     |
| Sous-total            | Sous-total            | Sous-total            | 16          | 7           | 1               | 0               | 0                 | 0                 | -                              | 4                              | 1                              | 4      | 1      | 25    | 9     |
| 2013-2014             | FC Nantes (prêt)      | Ligue 1               | 11          | 0           | -               | -               | 1                 | 0                 | -                              | -                              | -                              | -      | -      | 12    | 0     |
| 2014-2015             | FC Nantes             | Ligue 1               | 13          | 1           | 1               | 0               | 2                 | 2                 | -                              | -                              | -                              | 2      | 0      | 18    | 3     |
| Sous-total            | Sous-total            | Sous-total            | 24          | 1           | 1               | 0               | 3                 | 2                 | -                              | 0                              | 0                              | 2      | 0      | 30    | 3     |
| 2014-2015             | Maccabi Haïfa         | Ligat Toto            | 0           | 0           | -               | -               | -                 | -                 | -                              | -                              | -                              | 0      | 0      | 0     | 0     |
| Sous-total            | Sous-total            | Sous-total            | 0           | 0           | 0               | 0               | 0                 | 0                 | -                              | 0                              | 0                              | 0      | 0      | 0     | 0     |
| Total sur la carrière | Total sur la carrière | Total sur la carrière | 235         | 62          | 19              | 7               | 30                | 3                 | -                              | 29                             | 6                              | 24     | 4      | 337   | 82    |

## Palmarès
- Avec le  Maccabi Netanya:
  - Vice-champion d'Israël en 2006-07 et 2007-08

- Avec le  Hapoël Tel-Aviv:
  - Champion d'Israël en 2009-10
  - Vice-champion d'Israël en 2010-2011
  - Vainqueur de la Coupe d'Israël en 2009-2010 et 2010-2011

- Avec  Swansea City:
  - Coupe de la Ligue en 2012-2013

## Vie personnelle
Shechter est un juif pratiquant et sa famille a fait l'Alya depuis la Roumanie. Tout en jouant avec le Maccabi Netanya, Itay suit des cours de Torah deux fois par semaine.
Après une victoire contre IFK Göteborg en Ligue Europa le 30 juillet 2009, Shechter est arrêté en compagnie de son coéquipier Douglas, à l'aéroport de Göteborg, étant accusé de viol mais est rapidement libéré de détention. Le procureur décide ainsi de le libérer en raison d'un manque de preuves, ce qui ne justifie pas une détention.